# Nudo molecular

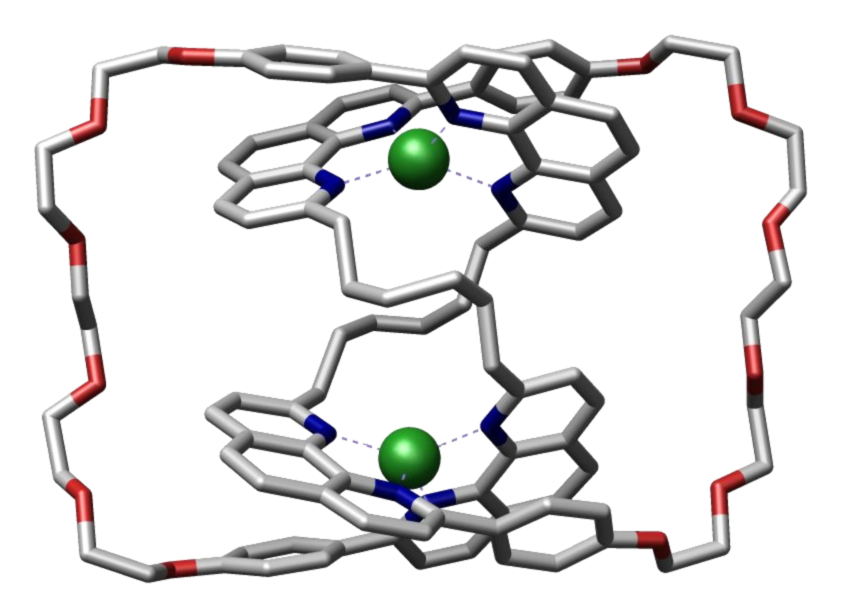
Estructura cristalina de un nudo de trébol molecular con dos iones cobre (I) actuando como plantillas enlazadas a dicha estructura. Publicado por Sauvage y colaboradores en Recl. Trav. Chim. Pay. B., 1993, 427-428.

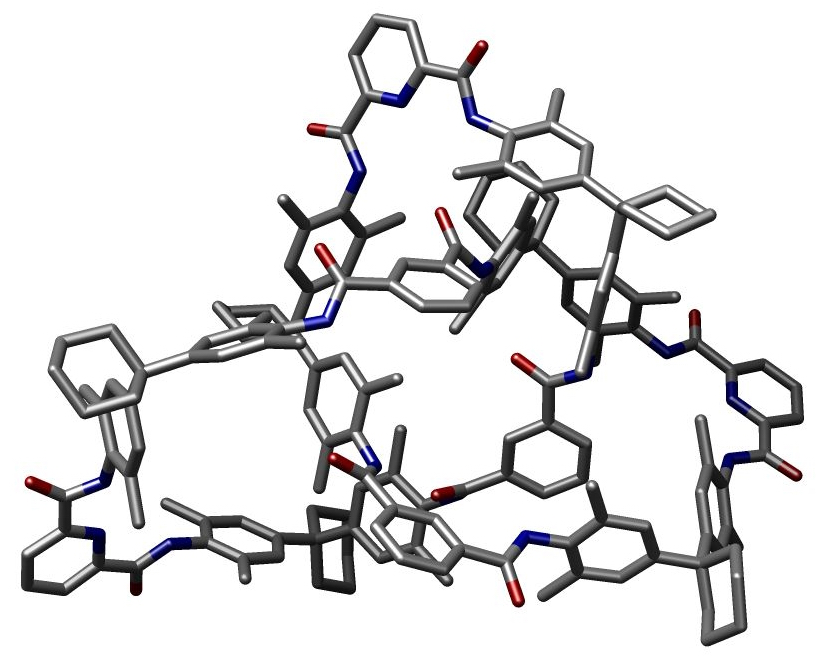
Estructura cristalina de un nudo de trébol molecular, publicado por Vogtle y colaboradores en Angew. Chem. Int. Edition., 2000, 1616-1618.

En química, un nudo molecular es un arquitectura molecular mecánicamente entrelazada, que es análogo a un nudo macroscópico. Un nudo molecular en una configuración nudo de trébol es quiral, con al menos dos enantiómeros. Ejemplos de nudos moleculares formados de modo natural son el ADN y algunas proteínas. La lactoferrina tiene una reactividad bioquímica inusual en comparación con su análogo lineal. Otros nudos moleculares sintéticos tienen una forma globular distinta y dimensiones de tamaño nanométrico que los convierten en potenciales bloques de construcción en nanotecnología.
El término knotano (del inglés, "knotane") fue acuñado en el año 2000 por Fritz Vogtle et al. en Angewandte Chemie International Edition, por analogía con rotaxano y catenano. El término, sin embargo aún no ha sido adoptado por la IUPAC.